# L'esorcismo di Molly Hartley
L'esorcismo di Molly Hartley (The Haunting of Molly Hartley) è un film horror del 2008 diretto da Mickey Liddell sulla base di una sceneggiatura scritta da John Travis e Rebecca Sonnenshine.

## Trama
Il film inizia con una ragazza, Laurel Miller (Jessica Lowndes), che va nel bosco per incontrare il suo fidanzato Michael (Randy Wayne). Le fa un regalo di compleanno anticipato, ma suo padre (Jamie McShane) si presenta e le chiede di andarsene con lui. Mentre tornano a casa, Laurel gli dice che sposerà Michael il prima possibile. Si rompe e si scusa con lei, poi fa schiantare di proposito la loro macchina. Vedendo che non è morta, la uccide con un pezzo di specchio rotto, dicendo che non poteva lasciare che l'oscurità la prendesse.
Al giorno d'oggi, Molly Hartley (Haley Bennett) viene pugnalata al petto dalla madre squilibrata Jane (Marin Hinkle) con un paio di forbici. Sebbene sopravviva, è perseguitata nei suoi sogni dall'esperienza. Vive con suo padre Robert (Jake Weber) e sua madre è rinchiusa in un reparto psichiatrico. Suo padre iscrive Molly a una nuova scuola per aiutare con il trauma e iniziare una nuova vita. Tuttavia, con l'avvicinarsi del suo compleanno, Molly ha continui incubi sull'attacco di sua madre. Joseph Young (Chace Crawford), uno dei suoi compagni di classe, tenta di aiutarla; tuttavia, inizia a mostrare i sintomi della stessa psicosi che ha preso il controllo della vita di sua madre. Molly partecipa a una festa a casa di Joseph, dove la sua ex fidanzata gelosa cerca di aggredirla. Rompe il braccio della ragazza e lascia la festa. Ha un'altra allucinazione di sua madre che la attacca e ha un attacco di panico. La mattina dopo si scusa con l'ex di Joseph, che dice di sapere cos'è Molly.
A casa, Molly viene messa alle strette da sua madre e scopre che lei e altri vogliono ucciderla per salvarla da una vita preordinata come serva di Satana. Viene rivelato che Molly era morta a causa di un aborto spontaneo ei suoi genitori hanno stretto un patto con il diavolo per salvarle la vita. I termini dell'accordo erano tali che gli Hartley avrebbero avuto Molly solo fino al suo compleanno, poi sarebbe appartenuta al Diavolo. Dopo che Jane viene uccisa accidentalmente e dopo aver messo fuori combattimento suo padre, Molly corre in cerca di salvezza accettando un battesimo da Alexis, che cerca di annegarla. Alexis viene accidentalmente colpita alla testa, cosa che la uccide e Molly chiede aiuto a Joseph, solo per scoprire che lui è uno di loro e l'ha incastrata.
La dottoressa Emerson (Nina Siemaszko) arriva a casa di Joseph e dice a Molly che anche lei sarà una serva del diavolo. Dice che Molly può uccidere suo padre per rompere il patto o sottomettersi. Cerca di far vivere suo padre ed evitare il suo destino tentando il suicidio con un coltello da cucina. Questo tentativo è vano perché l'orologio ha già suonato la mezzanotte.
Il film passa a un istituto psichiatrico, dove un medico sta parlando con una donna vestita di nero, rivelatasi poi essere una Molly dal cuore di ghiaccio. Il padre di Molly è stato ora ammesso all'istituto; Molly sorride e dice che non gli parlerà, scegliendo di andare avanti. Diventa valedictorian del suo liceo e esce con Joseph. La si vede lasciare il diploma di scuola superiore con Joseph in una limousine, dopo che il dottor Emerson (travestito da consulente scolastico) le ha detto che "la vedranno presto".

## Distribuzione
Originariamente pubblicato in maniera indipendente dalla Freestyle Releasing, tutti i diritti sono stati acquistati dalla 20th Century Fox al momento della sua uscita in DVD il 24 febbraio 2009 via home video per la Fox.
Il film è uscito nelle sale americane il 31 ottobre 2008, in Messico il 4 giugno 2010 Nel Regno Unito è uscito in versione Dvd il 14 Giugno 2010., la versione britannica è fissata per il 14 giugno 2010.

## Accoglienza
Il film è stato ampiamente stroncato e detiene attualmente un rating di 28/100 su Metacritic, sulla base di 10 recensioni e un 3% su Rotten Tomatoes, con una recensione che lo definisce "un film horror senza vita, con una trama pedonale e pochi spaventi." La sua migliore recensione viene dal Toronto Star.

## Incassi
Girato con un budget di 5 milioni di dollari, il film ne ha incassato 13.350.177 solo negli Stati Uniti.

## Sequel
Un sequel, L'esorcismo di Molly Hartley, è stato realizzato direct-to-DVD nel 2015. Il film, diretto da Steven R. Monroe ed interpretato da Sarah Lind, Devon Sawa, Gina Holden e Jon Cor. 
In Italia il film è stato distribuito direttamente sulle piattaforme in streaming.